# ESL TV
ESL TV ist ein internationaler Live-Streaming- und IPTV-Sender, der ausschließlich elektronischen Sport (E-Sport) ausstrahlt. Er ist Teil des ESL Gaming Network und wurde direkt nach der Auflösung von GIGA 2 gestartet, weshalb er als Nachfolger gesehen werden kann. Der Eigentümer dieses Senders ist ESL Gaming, der Betreiber der Electronic Sports League, der im Juli 2015 von der Modern Times Group übernommen wurde.

## Dienste

### ESL Nachrichten
Aktuelle Meldungen, Fotos und Interviews aus dem Bereich des Sports.

### Video-Stream

#### Free-Stream
ESL TV bietet einen kostenlosen Stream mit einer Übertragungsrate von 350 Kbit/s an. Im Gegensatz zu den kostenpflichtigen Streams, hat dieser Free-Stream eine geringere Bildqualität und kann gelegentlich überlastet sein.

#### Pay-Stream
Des Weiteren werden zwei kostenpflichtige Streams angeboten. Zum einen den 700 Kbit-Stream und zum anderen den sehr hochqualitativen 1400 Kbit-Stream, zusätzlich gibt es HD-Qualität. Bezahlen kann man, abhängig von der Menge der PDs (Premium Days), die virtuelle Währung der ESL, über Telefon, mit PayPal, Banküberweisung und Kreditkarte.

### Video-on-Demand
Es wird außerdem ein Video-on-Demand-Service angeboten, mit dem man sich zum Beispiel verpasste Sendungen einfach online, unabhängig vom aktuellen Stream-Programm, anschauen kann. Dieser Dienst ist auch für Free-User in allerdings sehr kleiner Auflösung verfügbar. Im Laufe der Zeit entsteht so ein Archiv mit allen Sendungen.

### Watch2Gather
Watch2Gather ist ein neues Konzept von ESL TV. Es handelt sich um einen Chat, in dem der Moderator den Zuschauern beliebige Informationen zur Verfügung stellen kann und Umfragen während der Sendung stattfinden.

## Programm
Das Programm stellt sich aus Live-Übertragungen von E-Sport-Events der ESL zusammen. Auf Twitch gibt es mehrere Streams, welche speziell auf eine Disziplin oder eine Sprache ausgerichtet sind und meist eine temporäre Sendezeit haben. Neben den Live-Übertragungen werden auch aktuelle Wiederholungen von Spielen, aber auch sogenannte Classic-Matches gezeigt. Die englischen CS:GO- und Dota-2-Streams laufen durchgängig.